# Earl Pomeroy

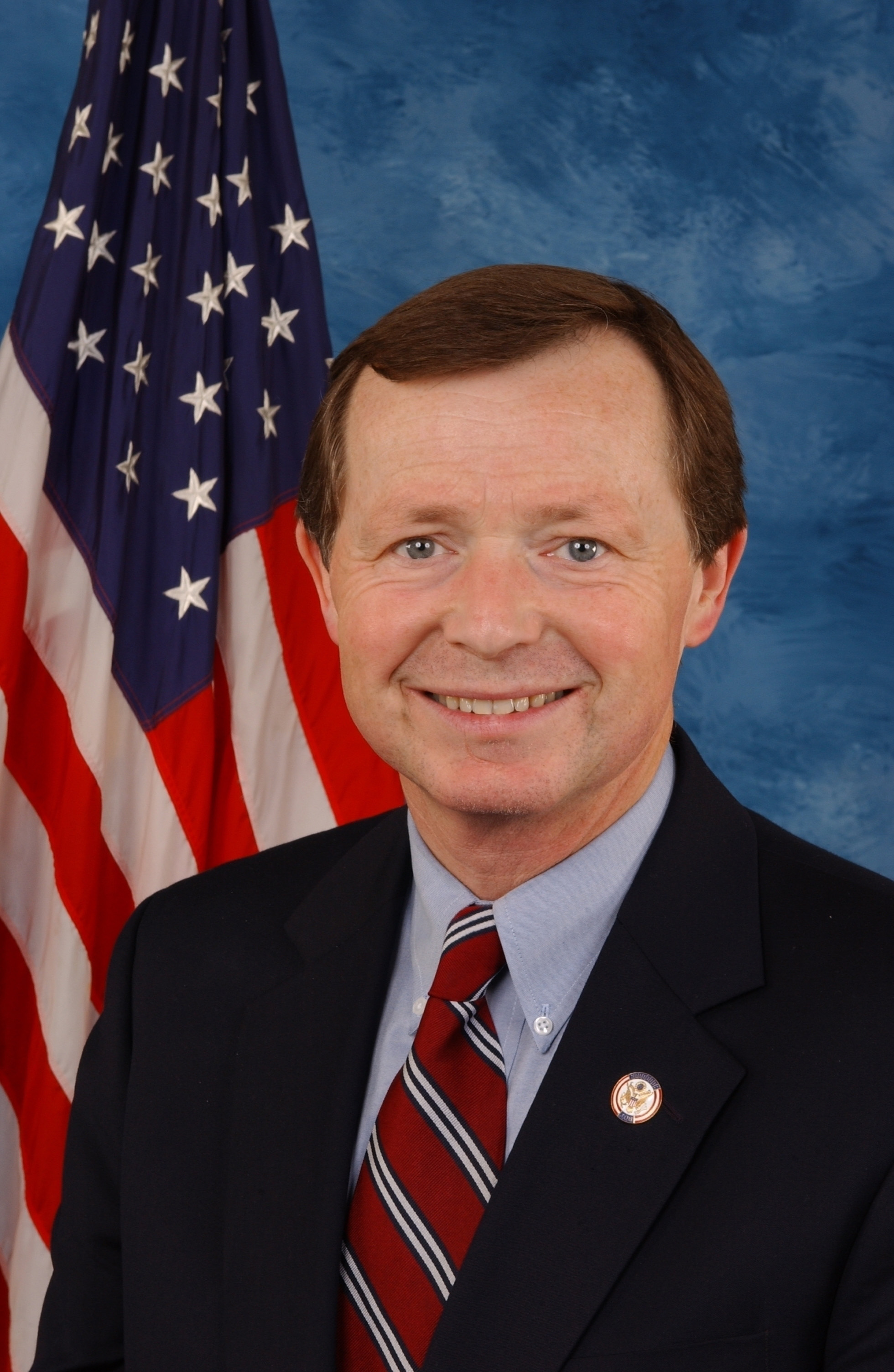
Earl Pomeroy

Earl Pomeroy, född 2 september 1952 i Valley City, North Dakota, är en amerikansk demokratisk politiker. Han representerade delstaten North Dakota i USA:s representanthus 1993–2011. North Dakota har bara en ledamot i representanthuset.
Pomeroy avlade 1979 juristexamen vid University of North Dakota. Han arbetade sedan som advokat.
Kongressledamoten Byron Dorgan kandiderade till USA:s senat i senatsvalet 1992 och vann. Pomeroy vann kongressvalet och efterträdde sedan Dorgan i representanthuset.
Pomeroy röstade för Irakkriget men var senare kritisk mot George W. Bushs sätt att sköta kriget.